# My Girl (2008)
My Girl é uma telenovela filipina exibida pela ABS-CBN em 2008. Baseado na série sul-coreana de mesmo nome.

## Elenco
- Kim Chiu como Jasmine Estocapio.
- Gerald Anderson como Julian Abueva.
- Enchong Dee como Nico Legaspi.
- Niña Jose como Añika Ramires.
- Alex Gonzaga como Christine.
- Ronaldo Valdez como Greg Abueva.

## Exibição
- ABS-CBN (2008, emissora original)
- Studio 23 (agora ABS-CBN Sports+Action) (2010-2011)
- Jeepney TV (2012-2013)
- Malásia: TV3 (2013)
- Myanmar: ???
- Vietname: TodayTV TVC7